# Arnold Hartmann

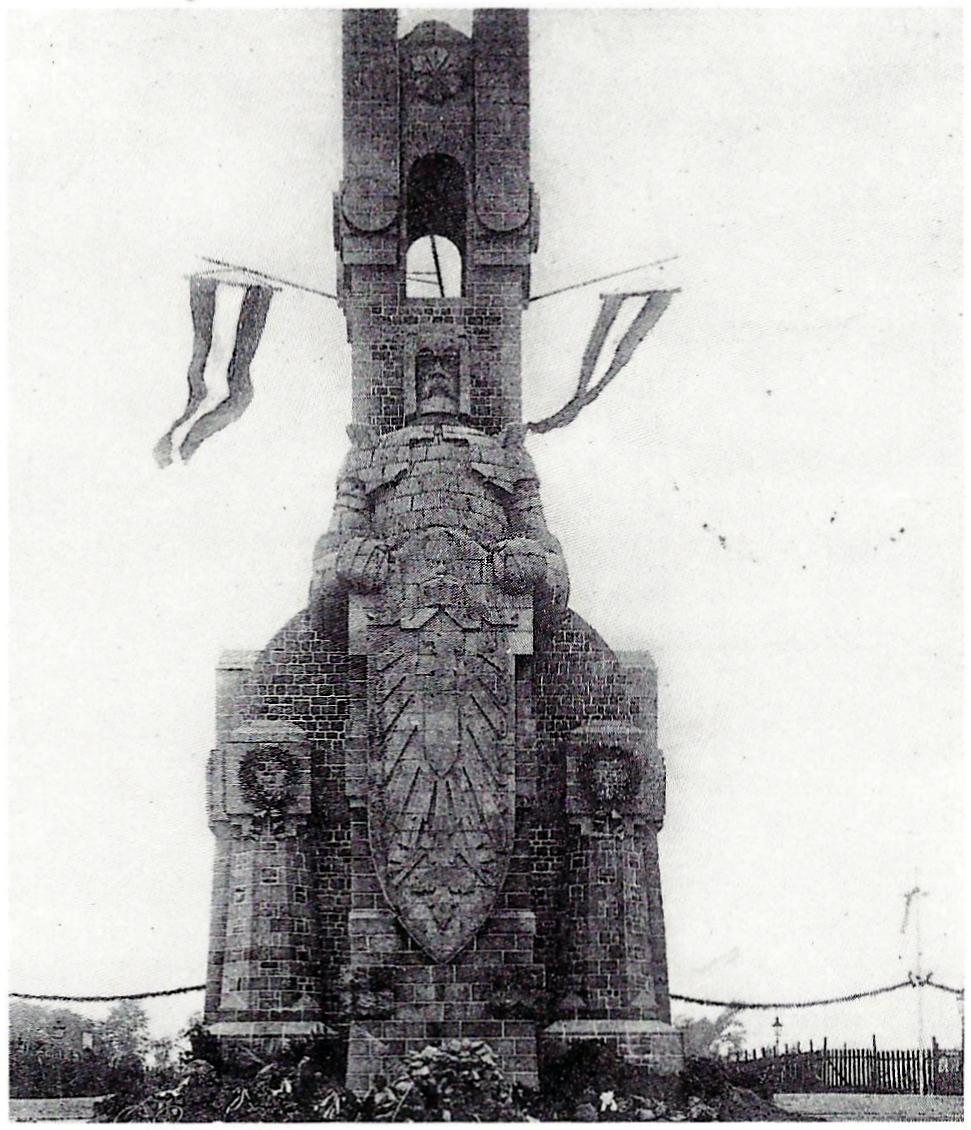
Bismarckturm in Köln

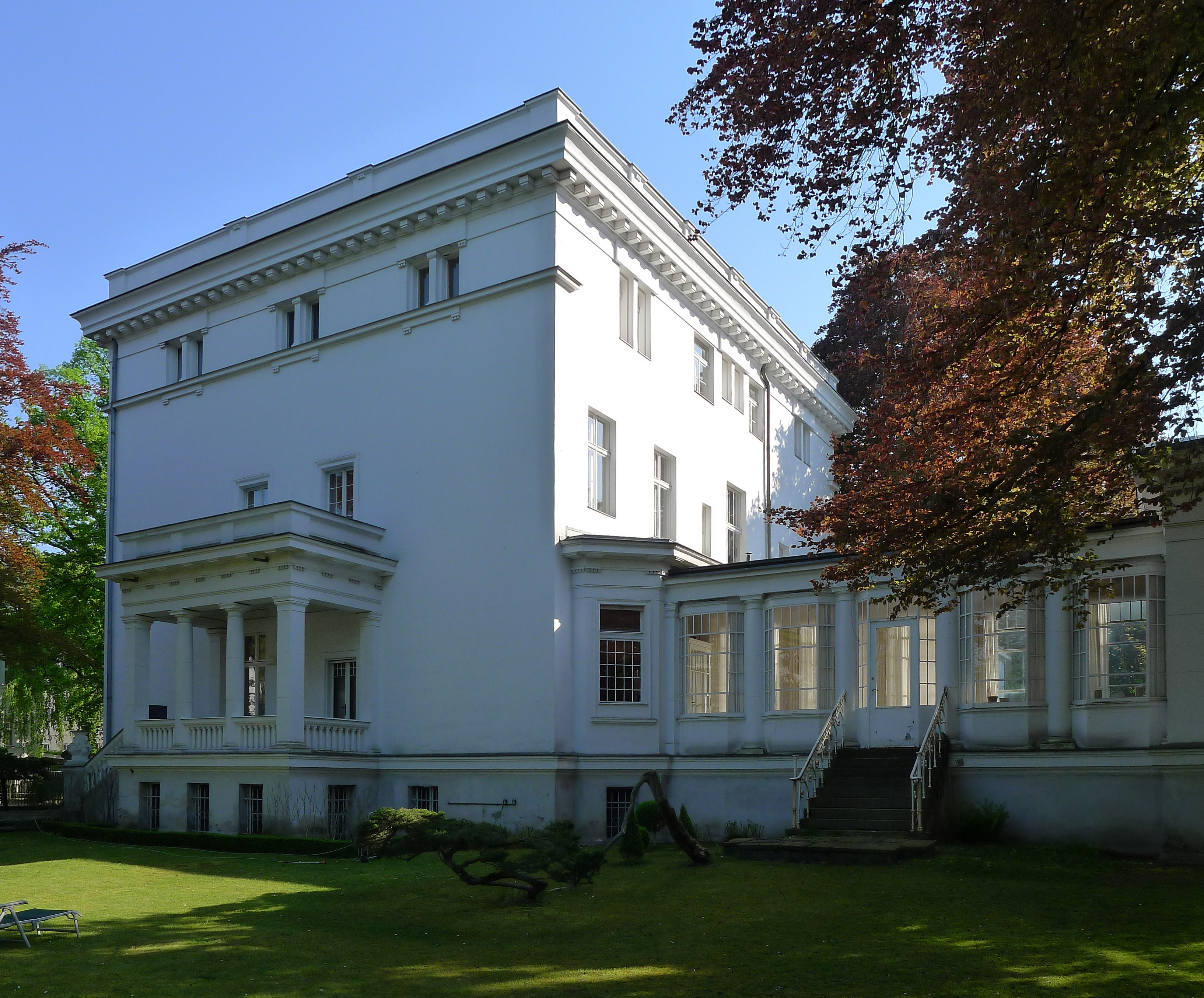
Villa Büttner in Berlin-Grunewald (Foto: 2012)

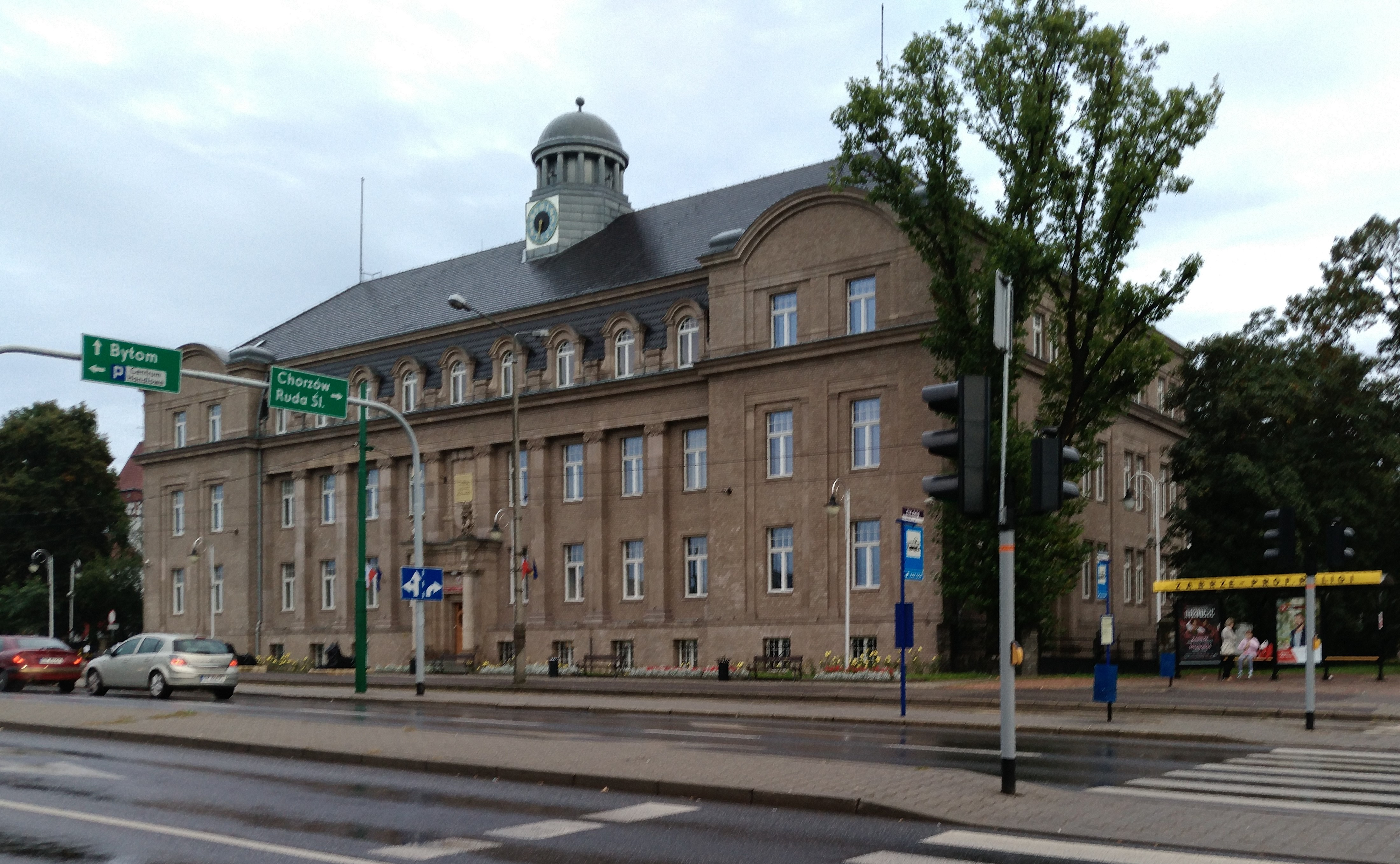
Ehemaliges Direktionsgebäude der Donnersmarckhütte in Zabrze (Foto: 2016)

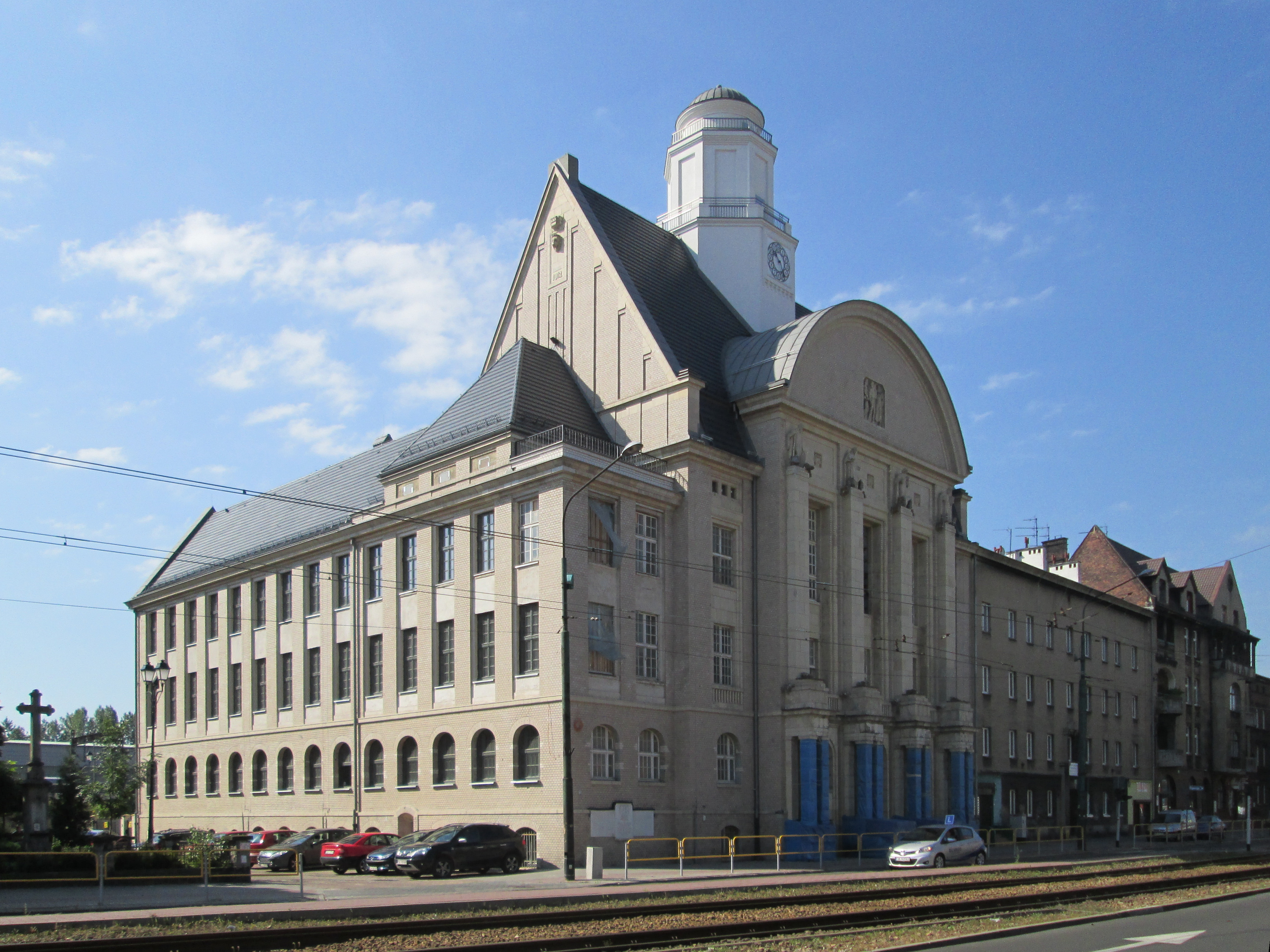
Ehemaliges Rathaus in Katowice-Zawodzie (Foto: 2014)

Arnold Ludwig Carl Hartmann (* 24. April 1861 in Brüssow; † 15. Mai 1919 in Berlin-Schmargendorf) war ein deutscher Architekt.

## Leben
Hartmann wurde im uckermärkischen Brüssow geboren. Er war ein Sohn von Arnold Heinrich Karl Hartmann und dessen Ehefrau Johanne Marie Luise Hartmann geb. Wolf. Sein älterer Bruder war der Arzt und Politiker Rudolf Hartmann.
Arnold Hartmann studierte Architektur an der Technischen Hochschule (Berlin-)Charlottenburg, unter anderen bei Johannes Otzen. Später arbeitete er vorwiegend in Berlin. Als selbständiger Architekt war er Mitglied im 1903 gegründeten Bund Deutscher Architekten (BDA). Er lebte zeitweise auch in Stettin und trug den Ehrentitel Baurat.
Im Jahr 1896 entwarf und erbaute Arnold Hartmann für den Geheimen Baurat Carl Büttner eine palazzoartige Villa, mit der er zu einem der vielbeschäftigten Grunewald-Baumeister wurde. Zu seinen bekanntesten Werken gehört der Bismarckturm in Köln von 1899.

## Bauten und Entwürfe
- 1877: Kriegerdenkmal für die Gefallenen des Deutsch-Französischen Kriegs 1870/1871 auf dem Alten Friedhof Bonn (in Zusammenarbeit mit dem Bonner Bildhauer Albert Küppers; enthüllt am Sedantag 1877)
- 1896: Villa Büttner in Berlin-Grunewald, Furtwänglerstraße 25 (unter Denkmalschutz)[2]
- 1897–1898: Villa für den Komponisten Arthur Bird in Berlin-Grunewald, Toni-Lessler-Straße 21 (vor 1936 Dunckerstraße 21, bis 2003 Seebergsteig 21[3])[4]
- 1897–1898: Villa Meyer in Berlin-Grunewald, Toni-Lessler-Straße 23 (unter Denkmalschutz)[5]
- 1899–1903: Bismarckturm in Köln-Marienburg
- 1900–1901: Knappschaftskrankenhaus in Königshütte (Oberschlesien)[6]
- 1907: Direktionsgebäude der Donnersmarckhütte in Zabrze[7] (heute Sitz der Stadtverwaltung)
- 1910: Wettbewerbsentwurf für ein Bismarck-Nationaldenkmal auf der Elisenhöhe bei Bingerbrück (nicht prämiert)[8]
- 1911–1912: Rathaus in Zawodzie, Oberschlesien (heute Stadtteil von Katowice; unter Denkmalschutz)[9]
- 1913: Entwurf für die Ausschmückung des Pariser Platzes in Berlin zum Silbernen Thronjubiläum Kaiser Wilhelms II.[10]
- 1913: Kriegsschule in Bromberg
- vor 1916: Wohnhauskolonie der Donnersmarckhütte in Zabrze mit Bibliothek, Kleinkinderschule, Feuerwehrdepot[9]
- vor 1916: Knappschaftskrankenhaus in Bielschowitz[9]
- vor 1916: Knappschaftskrankenhaus des Halleschen Knappschaftsvereins in Hohenmölsen[9]